# Животът е тромпет
„Животът е тромпет“ (на хърватски: Život je truba) е хърватски филм от 2015 г. на босненско-хърватския режисьор Антонио Нуич. Копродукция е между Хърватия, Словения, Сърбия и Великобритания.
Премиерата на филма е на 15 октомври 2015 г., която се състои в Полша. В България е прожектиран за първи път на 15 март 2016 г. в кино „Люмиер“ по време на XX Международен филмов фестивал „София Филм Фест“. Включен е в програма „Балкански конкурс“ и „В обектива: Хърватия“.

## Сюжет
Внимание:  Текстът по-долу разкрива сюжета на произведението (или части от него)!
Във филма драмата и комедията са взаимно свързани и представят различен поглед към едно и също събитие. Това е сватбата между 35-годишния тромпетист в алтернативна джаз група Борис (Бура) и психоложката Яна. Бура произхожда от богато семейство на месари, а Яна от семейство на интелектуалци. Подготовката на сватбата среща двете фамилии, които имат различно минало, но всъщност различията между членовете им не е толкова голяма. Наблюдават се леки сблъсъци на различните характери при подготовката на това значимо събитие.

## Актьорски състав
- Боян Навойец – Борис (Бура)
- Ива Бабич – Яна
- Златко Витез – Здравко
- Мирела Брекало – Мария
- Горан Навойец – Драгец
- Филип Крижан – Пико
- Ксения Маринкович – Клара
- Филип Шовагович – Славен